# Horacio López Usera
Horacio Rodolfo López Usera, conocido como Tato López (Montevideo, 22 de enero de 1961), es un exbaloncestista, operador terapéutico y consejero en adicción, estudiante de vipassana, profesor de básquetbol, periodista deportivo y escritor uruguayo.

## Ámbito deportivo
A los diez años comenzó a practicar básquet en el Club Atlético Bohemios de Montevideo; a los quince debutó en la categoría mayor de la Selección de baloncesto de Uruguay, a la que defendió desde el 1976 al 1993. En 1978 jugó un semestre para los Hawks de Quincy en la NAIA Liga Universitaria estadounidense y en 1980 para los Blue Dragons de Hutchinson Community College. Con una selección de jugadores universitarios estadounidense jugó el Mundial de Clubes Sarajevo 1980, donde participaron Maccabi Tel Aviv Basketball Club (Campeón), Real Madrid, Bosna Sarajevo y Franca Basquetebol Clube de Brasil. 
En 1981, con su Club Atlético Bohemios, ganó los tres torneos uruguayos Federal, Invierno y Liguilla (invicto) y fue el mejor jugador, con 31,7 puntos y 9,4 rebotes por partido. En 1983 el club volvió a obtener el Campeonato Federal y nuevamente López fue el mejor jugador con 33,2 puntos y 12,6 rebotes por partido. En 1984 Bohemios ganó nuevamente los tres campeonatos: Federal, Invierno y Liguilla.
Con la selección uruguaya ganó el Campeonato Sudamericano de 1981 y en 1984 obtuvo el sexto lugar en las Olimpíadas de Los Ángeles. Fue el goleador de esos Juegos Olímpicos.
En 1985-86, Mobilgirgi Caserta de Italia lo contrató como extranjero. Antes de empezar la temporada sufrió la peor lesión de su carrera, cuando un tablero estalló y le cortó 3/4 partes del tendón de la mano derecha. Una vez recuperado promedió 17,7 puntos, 5 asistencias y 6 rebotes por juego. El equipo perdió la final del torneo europeo Copa Korać contra el Banco di Roma y el play off final de la Liga Italiana 2-1 frente al Simac Milano.
En 1987 defendió a Ferro Carril Oeste de Argentina, con el que ganó el Sudamericano de Clubes y fue mejor jugador y goleador del torneo. Obtuvo así el derecho a participar en el Mundial de Clubes de Milán, donde jugaron Simac Milano, Cibona Zagreb, Barcelona, Zalgiris de Lituania y un equipo universitario estadounidense.
En 1988 firmó con Franca de Brasil, con el que ganó el torneo local. Fue goleador y elegido como el mejor extranjero. En diciembre del mismo año fue cedido al también club brasileño Monte Líbano para jugar el Torneo Navidad de Madrid, en el que participaron el Real Madrid local, las selecciones de la Unión Soviética —campeón olímpico vigente— y Yugoslavia —vicecampeona olímpica vigente—. Tato, que fue el goleador del torneo, integró el equipo ideal junto con Dražen Petrović, Alexander Volkov y Fernando Martín.
Se retiró del básquetbol a los 36 años, promediando 31 puntos por partido. 
En los años 2002, 2003 y 2004, ya formado como técnico deportivo de básquetbol, dirigió un programa de desarrollo de selecciones nacionales.

### Clubes
| Club               | País      | Año       |
| ------------------ | --------- | --------- |
| Bohemios           | Uruguay   | 1976-1985 |
| Mobilgirgi Caserta | Italia    | 1985-1986 |
| Ferro              | Argentina | 1987      |
| Bohemios           | Uruguay   | 1987      |
| Olimpo             | Argentina | 1988      |
| Ravelli Franca     | Brasil    | 1988      |
| Monte Líbano       | Brasil    | 1988      |
| Ravelli Franca     | Brasil    | 1989      |
| Neptuno            | Uruguay   | 1989-1991 |
| Ferro              | Argentina | 1992-1993 |
| Welcome            | Uruguay   | 1993      |
| Neptuno            | Uruguay   | 1994      |
| Aguada             | Uruguay   | 1995-1996 |

## Premios y reconocimientos
Fue distinguido como mejor jugador de los Sudamericanos de Selecciones Medellín (1985) y Valencia (1991), mejor jugador extranjero de la Liga Brasileña (1988) y de la Liga Argentina (1992) y goleador del Torneo Preolímpico Portland (1992). 
En 1977 obtuvo el Premio Charrúa Revelación Deportiva y en 1985 el Premio Charrúa de Oro como Deportista del Año, designados por el Comité Olímpico Uruguayo y el Círculo de Periodistas Deportivos del Uruguay. 
En 2007 la Federación Internacional de Baloncesto (FIBA) lo nombró Leyenda Latinoamericana del Básquetbol.

## Ámbito literario
En 2006 publicó La Vereda del Destino, una autobiografía que combina recuerdos familiares, su trayectoria en el básquet hasta 1984 y su primer viaje por la India. Dos años más tarde publicó Almas de Vagar, un diario de viaje por el sudeste asiático y Centroamérica, más algunos lugares de Europa. Ambos libros han tenido varias reediciones.
La Cámara Uruguaya del Libro distinguió su primera obra con el Premio Bartolomé Hidalgo Revelación 2007. 
Hasta el momento lleva publicadas ocho obras en forma independiente a través de Annica, su editorial.
| Año  | Título                                                       | ISBN              | Editorial | Otros                                                       |
| ---- | ------------------------------------------------------------ | ----------------- | --------- | ----------------------------------------------------------- |
| 2006 | La vereda del destino                                        | 978-9974-95-119-4 | Anicca    | Autobiografía. Premio Bartolomé Hidalgo revelación en 2007. |
| 2009 | Almas de vagar                                               | 978-9974-96-722-9 | Anicca    | Biográfico, diario de viaje.                                |
| 2010 | La fiesta inolvidable                                        | 978-9974-98-131-7 | Anicca    | Ensayo sobre deporte. Prólogo de Óscar Washington Tabárez.  |
| 2012 | El camino es la recompensa                                   | 978-9974-95-612-4 | Aguilar   | Biográfico.                                                 |
| 2013 | Lo no dicho sobre la adicción                                | 978-9974-98-981-8 | Anicca    | Ensayo sobre adicciones.                                    |
| 2017 | Muzungu blues                                                | 978-9974-91-601-2 | Anicca    | Biográfico, diario de viaje.                                |
| 2019 | La charla                                                    | 978-9974-94-762-7 | Anicca    | Ensayo sobre adicción.                                      |
| 2021 | Una aventura de meditación vipassana en la tierra del dhamma | 978-9915-40-454-7 | Anicca    | Diario de Viaje                                             |